# Jan van der Heyden

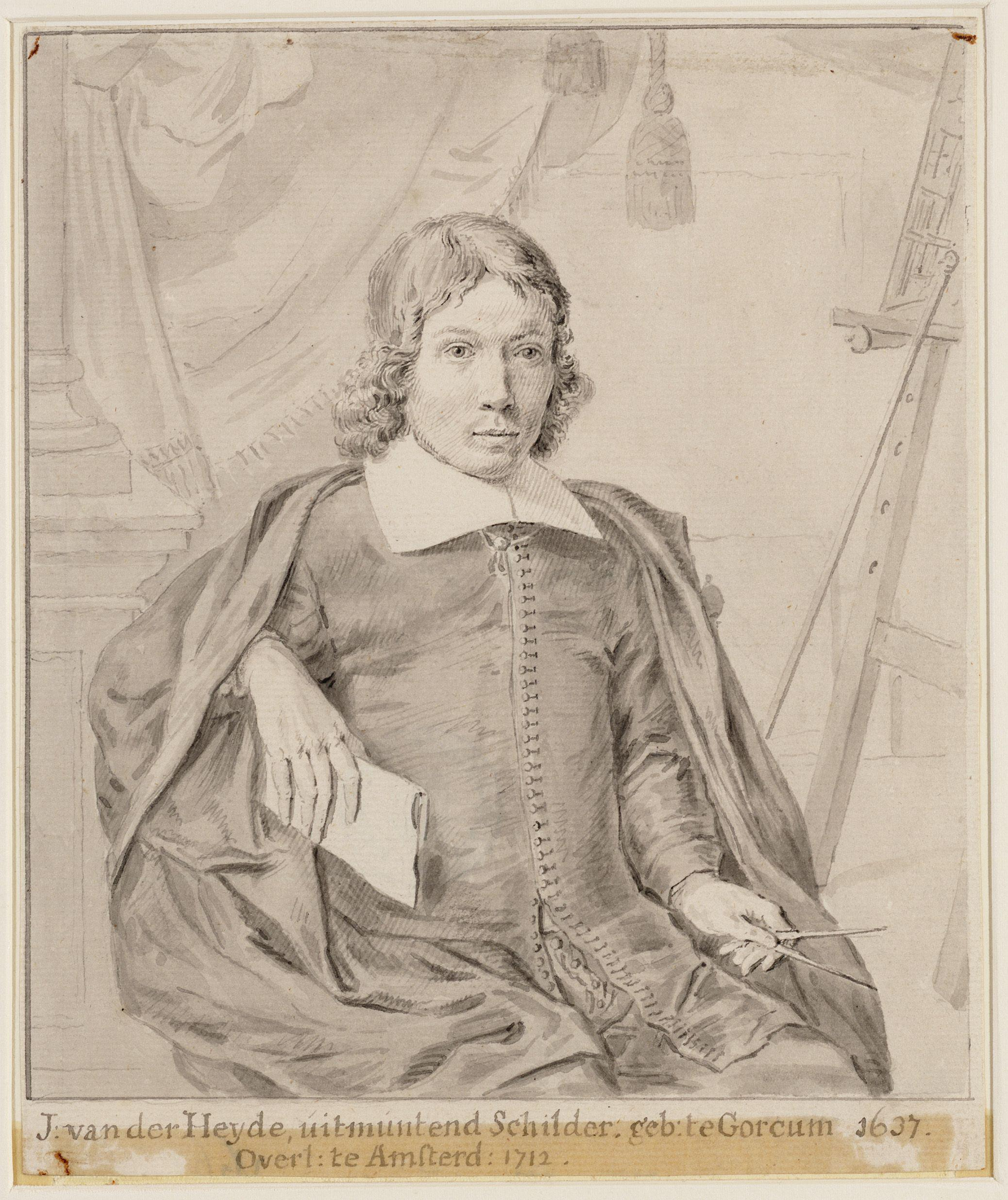
Jan van der Heyden, 1661

Jan van der Heyden (* 5. März 1637 in Gorinchem; † 28. März 1712 in Amsterdam) war ein holländischer Maler und Erfinder.

## Leben und Werk

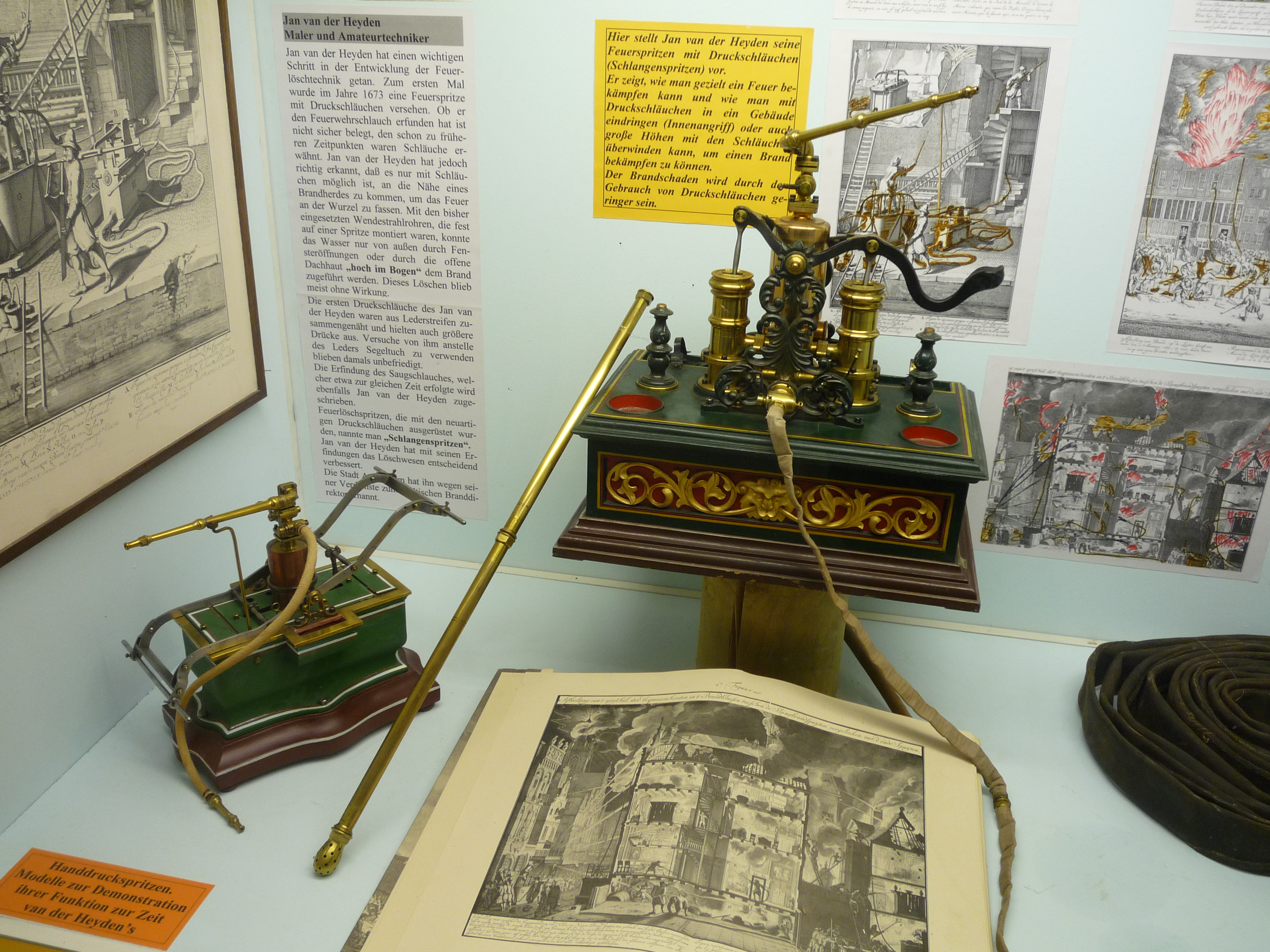
Modelle von Handdruckspritzen aus der Zeit van der Heydens, dahinter eventuell Stiche aus seinem Buch

Van der Heyden war anfangs Schüler eines Glasmalers, wandte sich aber später ausschließlich der Architekturmalerei zu und begab sich nach Amsterdam, wo er besonders Ansichten von Kirchen, Schlössern, Palästen, öffentlichen Plätzen, Straßen, Kanälen etc. malte, die meist reich mit Staffage versehen sind. Daneben war van der Heyden auch als Erfinder tätig, so entwickelte er eine Straßenbeleuchtung für Amsterdam mittels Ölstraßenlaternen, die von 1669 bis 1840 in Betrieb war. 
Er malte nach einem Aufenthalt in London den Stadtbrand von London von 1666, den er entweder selbst miterlebt oder dessen Folgen er gesehen hatte. Davon sicherlich beeinflusst, machte er sich ab 1669 um die technische und organisatorische Weiterentwicklung der Feuerwehr verdient. Seine größte Erfindung dürfte die des Feuerwehrschlauches sein, der bedeutende Verbesserungen in der Löschtechnik und -taktik ermöglichte. Die sogenannte „Schlangenpumpe“ stellte er 1671 zusammen mit seinem Bruder Nicolaas der Öffentlichkeit vor. Er verbesserte aber u. a. auch die Handdruckspritzen der damaligen Zeit, indem er sie kleiner, mobiler und leistungsfähiger machte und er entwickelte die Reihenschaltung mehrerer Pumpen zur Druckerhöhung, um größere Reichweiten für den Wasserstrahl zu bekommen.
Er war 1690 zusammen mit seinem Sohn Verfasser und Illustrator des Brandspuiten-boek, des ersten Manuals zur Feuerbekämpfung.
Johann Lingelbach, Adriaen van de Velde und Eglon van der Neer malten häufig die Figuren auf seinen klar und freundlich gefärbten Bildern. Dieselben sind in vielen öffentlichen Galerien zu finden. Ein Hauptwerk, die Ansicht des Stadthauses zu Amsterdam auf dem Damplatz (von 1668), besitzt das Louvre in Paris. 
Van der Heyden machte Reisen nach Brüssel und Köln und war eine Zeit lang in England tätig, hat sich auch mit Mechanik beschäftigt und darüber 1690 eine Abhandlung mit eigenen Zeichnungen veröffentlicht.
Er war ein sehr vielseitiger Ingenieur und Erfinder und gilt als Leonardo da Vinci der Niederlande. So entwickelte, baute oder arbeitete er mit an Polder-Windmühlen (für die Entwässerung), Wasserrädern, Heizungen und dem Hochwasser- und Deichschutz. Außerdem baute er um 1700 das Leuchtfeuer auf dem Turm von IJdoorn an der Zuiderzee.
Die Feuerwehr verdankt ihm die Erfindung der ersten brauchbaren Wasserschläuche, die er aus Schweinslederstreifen und engen Nieten herstellte.

## Werkauswahl

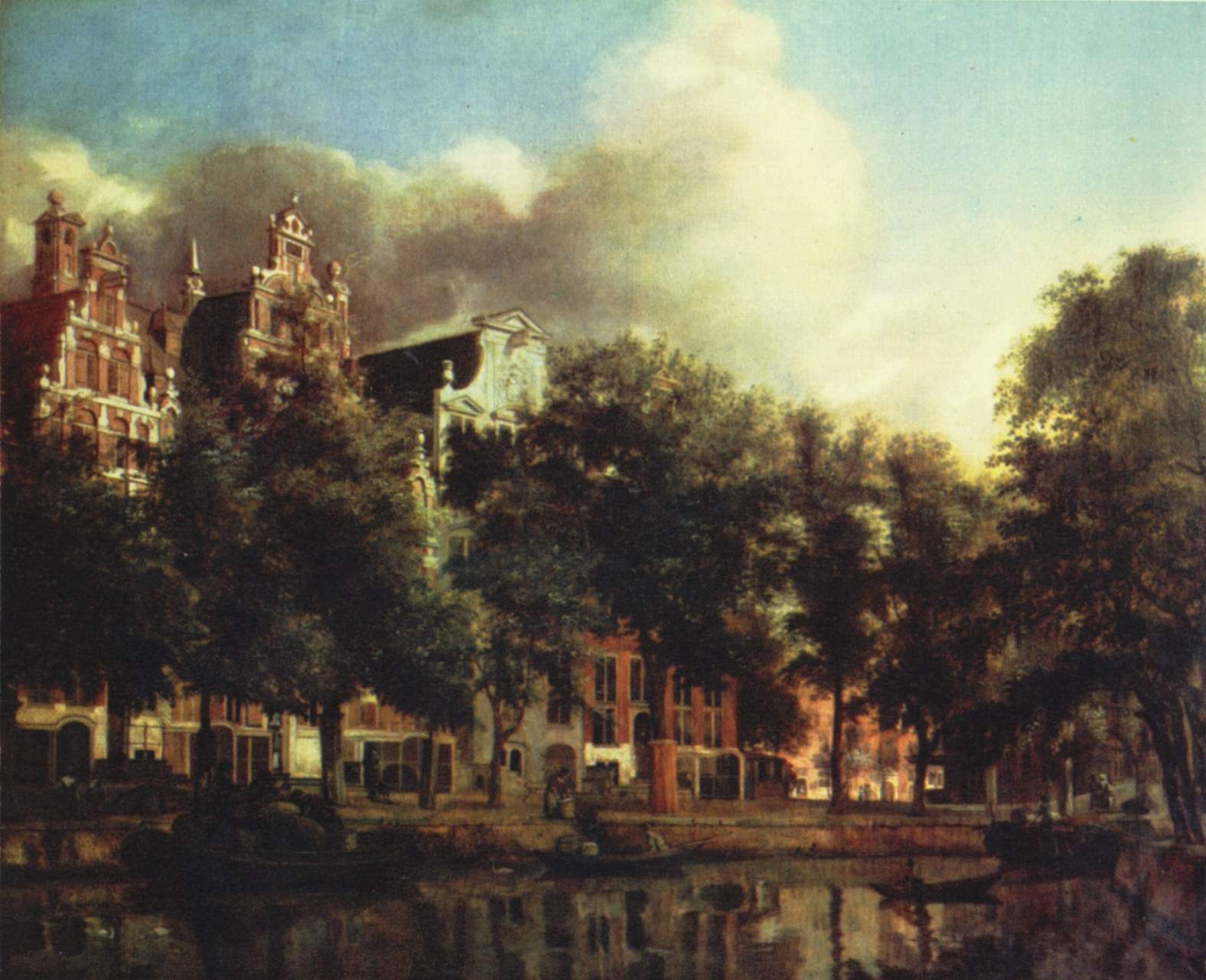
Kanal in Amsterdam
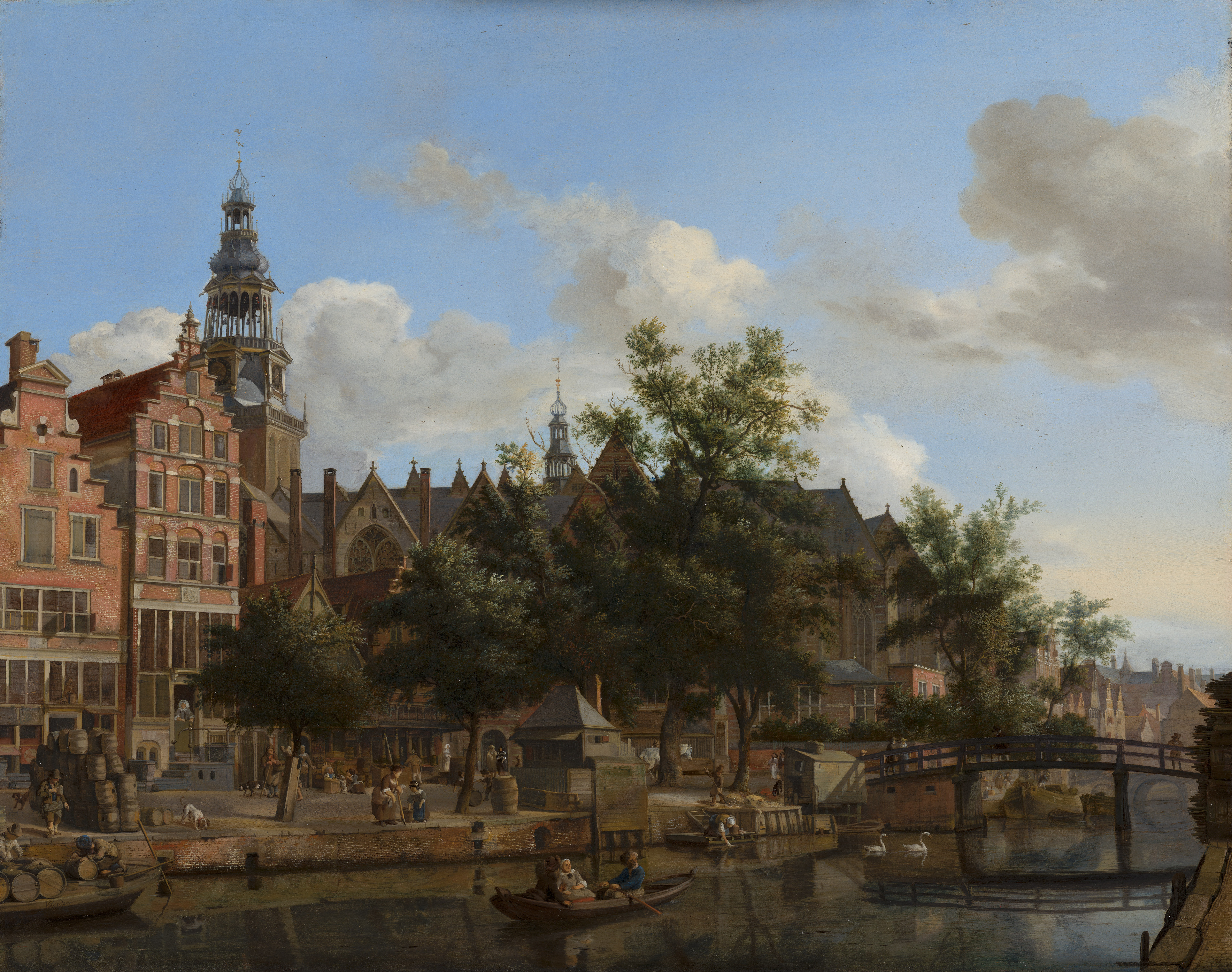
Oude-Zijds-Voorburgwal in Amsterdam
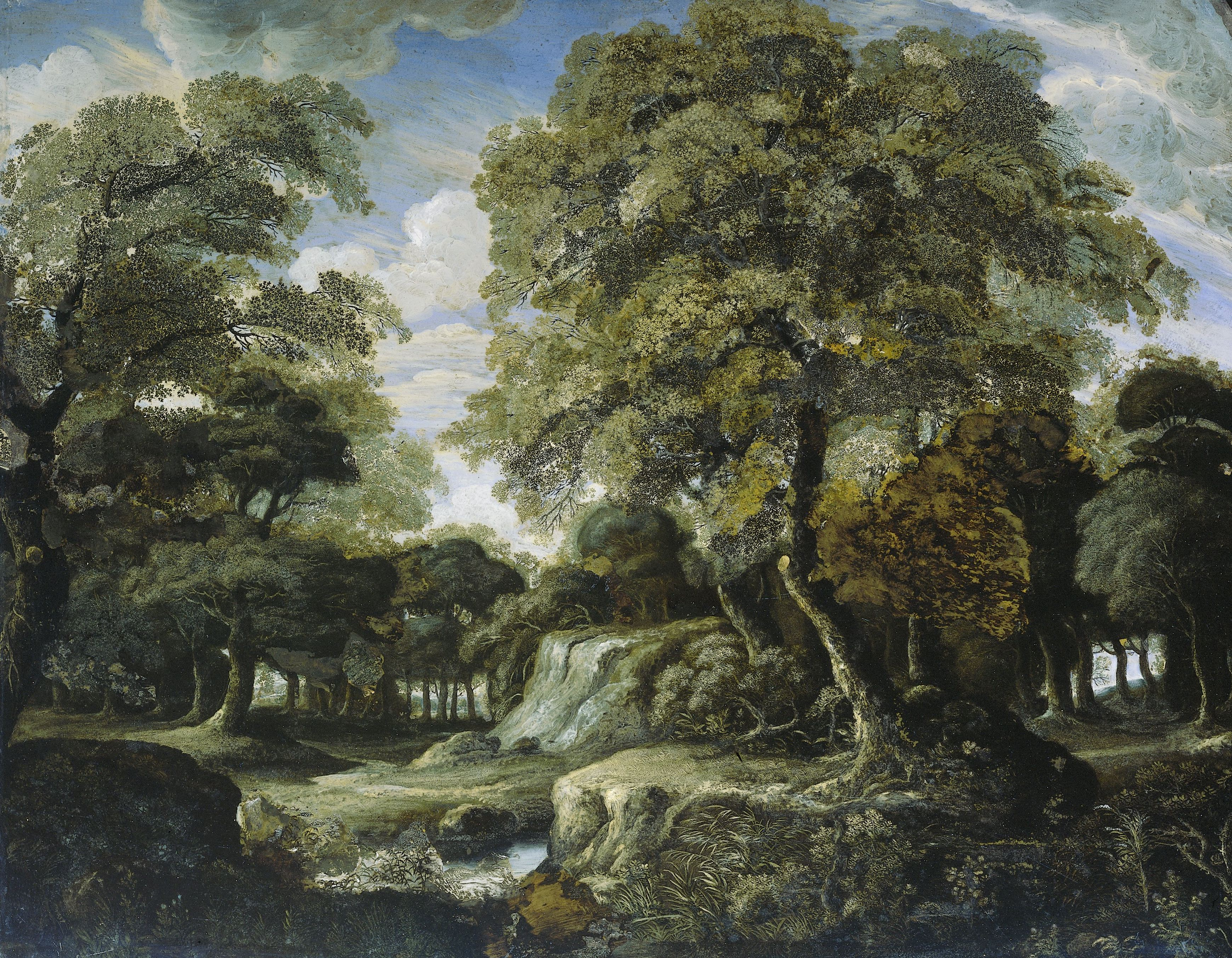
Blick in den Wald
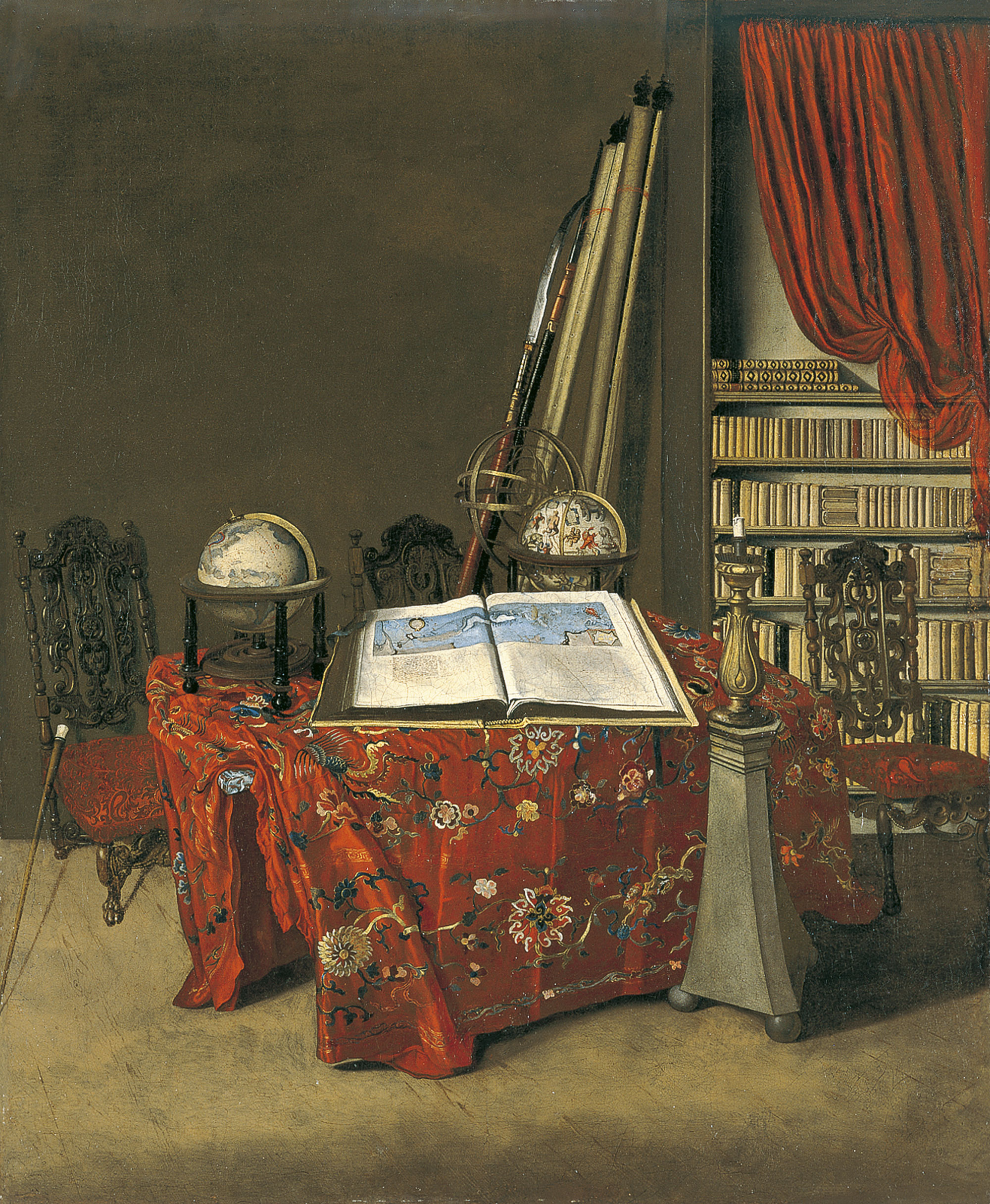
Ecke einer Bibliothek

- Blick von Elten auf den Rhein. um 1670, Holz. Luxemburg, Villa Vauban, Sammlung Jean-Pierre Pescatore (Inv.-Nr. 146)[3]
- Blick auf die Oude Kerk in Delft, 1675, Holz, 44 × 56 cm. Oslo.
- Blick auf eine Brücke, Holz, 24 × 31 cm. Antwerpen, Koninklijk Museum voor Schone Kunsten.
- Burgruine, Holz, 39 × 24 cm. Rotterdam, Museum Boymans-van Beuningen.
- Das alte Palais in Brüssel mit dem Tiergarten, Holz, 51 × 64 cm. München.
- Stadtbild aus dem alten Brüssel, 1678, Eichenholz, 20 × 27,5 cm. Dresden, Gemäldegalerie Alte Meister.
- Das alte Residenzschloss in Brüssel, Eichenholz, 24 × 29 cm. Dresden, Gemäldegalerie Alte Meister.
- Deutsche Stadt, Holz, 49 × 65 cm. Amsterdam, Rijksmuseum.
- Die Kirche von Veere, Leinwand, 32 × 36 cm. Den Haag, Mauritshuis
- Stillleben mit Ebenholzkästchen, Eiche, 27 × 20,5 cm. Hamburg, Kunsthalle (Inv. Nr. HK-78)
- Stillleben mit Gobelinvorhang, Eiche, 51 × 44,2 cm. Hamburg, Kunsthalle (Inv. Nr. HK-729)